# Malene Becker
Malene Becker (* 1994 in Aurich) ist eine deutsche Schauspielerin.

## Leben
Malene Becker wurde 1994 in Aurich geboren und ist in Ostfriesland aufgewachsen. Sie ging nach München und studierte von 2014 bis 2017 Schauspiel an der Schauspielschule Zerboni, 2016 buchte sie an der Hochschule für Fernsehen und Film München ein Seminar bei Lene Beyer. In München sammelte sie erste Erfahrungen auf Theaterbühnen (Zerboni-Theater, Zentraltheater), es folgten weitere Gastspiele am Theater Wasserburg, dem Torturmtheater Sommerhausen und den Hamburger Kammerspielen.
Ab 2018 hatte sie erste Auftritte in Fernsehserien wie Der Alte oder SOKO München, ab den 2020er Jahren folgten Auftritte in Fernsehfilmen. 2022 war sie in Alle für Ella erstmals in einem Kinofilm zu sehen.
Vom 5. Juli 2022 (Folge 3594) bis zum 7. Juni 2023 (Folge 3788) war sie in der ARD-Telenovela Rote Rosen in einer Hauptrolle als Charlotte Dahlmann  zu sehen.
Malene Becker wohnt in München.

## Filmografie
- 2015: Fluch des Falken (Fernsehserie, 32 Folgen)
- 2018: Der Alte (Fernsehserie, 1 Folge)
- 2018: SOKO München (Fernsehserie)
- 2019: Hindafing (Fernsehserie)
- 2019: Die Pfefferkörner – Folge 207 (Fernsehserie)
- 2019: Song für Mia (Fernsehfilm)
- 2020:	Um Himmels Willen (Fernsehserie, 1 Folge)
- 2021: Für immer Eltern (Fernsehfilm)
- 2021: Geliefert (Fernsehfilm)
- 2022: Hubert ohne Staller (Fernsehserie, 1 Folge)
- 2022: Alle für Ella
- 2022–2023, 2024: Rote Rosen (Fernsehserie)
- 2022: Lehrer kann jeder! (Fernsehfilm)
- 2024: In aller Freundschaft – Die jungen Ärzte (Fernsehserie, 1 Folge)
- 2024: Der Fleck
- 2024: Bad Influencer (Fernsehserie, 3 Folgen)